# Гамбийско-французские отношения
Гамбийско-французские отношения — двусторонние дипломатические отношения между Гамбией и Францией. Отношения между странами были установлены 31 мая 1965 года.

## История отношений
Франция признала независимость Гамбии от Британской империи 31 мая 1965 года, тогда между странами и были установлены дипломатические отношения.
14-16 марта 2017 года президент Гамбии Адама Бэрроу совершил официальный визит в Францию.
8 ноября 2018 года министр иностранных дел Франции Жан-Ив Ле Дриан посетил столицу Гамбии Банжул с официальным визитом.

## Торговля

### Экспорт Франции в Гамбию
В 2021 году Франция экспортировала в Гамбию 27,8 миллиона долларов. Основные продукты экспорта в Гамбию: пшеница (7,41 миллиона долларов), кукуруза (3,29 миллиона долларов) и солодовый экстракт (2,01 миллиона долларов). За последние 26 лет экспорт Франции в Гамбию увеличился в годовом исчислении на 1,6%, с $18,4 млн в 1995 году до $27,8 млн в 2021 году.

### Экспорт Гамбии в Францию
В 2021 году Гамбия экспортировала во Францию 65,4 тыс. долларов. Основные продукты экспорта во Францию: препараты для травления металлов (31,8 тыс. долларов), рыбное филе (7,06 тыс. долларов) и другое электрооборудование (3,54 тыс. долларов). За последние 26 лет экспорт Гамбии во Францию снизился в годовом исчислении на 15,4%, с $5,01 млн в 1995 году до $65,4 тыс. в 2021 году.

## Дипломатические миссии
- У Франции есть посольство в Банжуле[5]
- У Гамбии есть посольство в Париже[6]